# 石浦大貴
石浦 大貴（いしうら だいき、2002年1月18日 - ）は、ジャパンラグビーリーグワン花園近鉄ライナーズに所属するラグビーユニオン選手。

## プロフィール
- 兵庫県出身[1]。
- ポジションはフランカー(FL)、ナンバーエイト(No8)。
- 身長 178 cm、体重 98 kg

## 略歴
2020年、報徳学園高校卒業後、明治大学に入る。なお報徳学園高校時代、学生リーダーを務めていた。
2024年、アーリーエントリーで花園近鉄ライナーズに加入。